# José Huber Escobar
José Huber Escobar Giraldo (Ibagué, Tolima, 10 de septiembre de 1987) es un futbolista colombiano. Juega como portero en Internacional de Palmira d de Colombia.

## Trayectoria
Escobar debutó muy joven al servicio del América de Cali en donde sale campeón, con el cuadro escarlata en sus primeros meses como profesional disputó la posición con Álvaro Anzola y Adrián Berbia. 
Es un arquero muy rápido, técnico y se caracteriza por su liderazgo y buen saque.En el 2017 sale dos veces campeón con el Boyacá Chicó en el torneo apertura siendo la gran figura en la final ante Real Santander y en la gran final de ascenso ante Leones de itaguí donde Escobar fue determinante al atajar un penal en el minuto 83 que forzó la definición desde el punto penal, allí Escobar convirtió el cuarto cobro en gol para los ajedrezados y atajó el 5 penal que le permitió al equipo dirigido por Jhon Jaime “ la flecha “ Gómez regresar a la primera división del fútbol colombiano.

## Clubes
| Club                 | País     | Año         |
| -------------------- | -------- | ----------- |
| América de Cali      | Colombia | 2007 - 2010 |
| Atlético Bucaramanga | Colombia | 2011        |
| Atlético             | Colombia | 2011        |
| Cúcuta Deportivo     | Colombia | 2012 - 2013 |
| Deportivo Pasto      | Colombia | 2014        |
| Boyacá Chicó         | Colombia | 2015 - 2018 |
| Jaguares de Córdoba  | Colombia | 2018 - 2020 |
| Once Caldas          | Colombia | 2021        |
| Wilstermann          | Bolivia  | 2022        |

## Estadísticas
| Club                            | Temporada           | Liga  | Liga  | Copa Nacional | Copa Nacional | Copa Internacional | Copa Internacional | Total | Total |
| Club                            | Temporada           | Part. | Goles | Part.         | Goles         | Part.              | Goles              | Part. | Goles |
| ------------------------------- | ------------------- | ----- | ----- | ------------- | ------------- | ------------------ | ------------------ | ----- | ----- |
| América de Cali · Colombia      | 2008                | 1     | 0     | 0             | 0             | -                  | -                  | 1     | 0     |
| América de Cali · Colombia      | 2009                | 0     | 0     | 0             | 0             | 1                  | 0                  | 1     | 0     |
| América de Cali · Colombia      | 2010                | 0     | 0     | 1             | 0             | -                  | -                  | 1     | 0     |
| América de Cali · Colombia      | Total               | 1     | 0     | 1             | 0             | 1                  | 0                  | 3     | 0     |
| Atlético Bucaramanga · Colombia | 2011                | 5     | 0     | 4             | 0             | -                  | -                  | 9     | 0     |
| Atlético Bucaramanga · Colombia | Total               | 5     | 0     | 4             | 0             | 0                  | 0                  | 9     | 0     |
| Depor Aguablanca · Colombia     | 2011                | 14    | 1     | 0             | 0             | -                  | -                  | 14    | 1     |
| Depor Aguablanca · Colombia     | Total               | 14    | 1     | 0             | 0             | 0                  | 0                  | 14    | 0     |
| Cúcuta Deportivo · Colombia     | 2012                | 1     | 0     | 4             | 0             | -                  | -                  | 5     | 0     |
| Cúcuta Deportivo · Colombia     | 2013                | 15    | 0     | 8             | 0             | -                  | -                  | 23    | 0     |
| Cúcuta Deportivo · Colombia     | Total               | 16    | 0     | 12            | 0             | 0                  | 0                  | 28    | 0     |
| Deportivo Pasto · Colombia      | 2014                | 1     | 0     | 1             | 0             | -                  | -                  | 2     | 0     |
| Deportivo Pasto · Colombia      | Total               | 1     | 0     | 1             | 0             | 0                  | 0                  | 2     | 0     |
| Boyacá Chicó · Colombia         | 2015                | 17    | 0     | 0             | 0             | -                  | -                  | 17    | 0     |
| Boyacá Chicó · Colombia         | 2016                | 15    | 0     | 0             | 0             | -                  | -                  | 15    | 0     |
| Boyacá Chicó · Colombia         | 2017                | 36    | 0     | 3             | 0             | -                  | -                  | 39    | 0     |
| Boyacá Chicó · Colombia         | 2018                | 12    | 0     | 1             | 0             | -                  | -                  | 13    | 0     |
| Boyacá Chicó · Colombia         | Total               | 80    | 0     | 4             | 0             | 0                  | 0                  | 84    | 0     |
| Jaguares de Córdoba · Colombia  | 2018                | 9     | 0     | 2             | 0             | -                  | -                  | 11    | 0     |
| Jaguares de Córdoba · Colombia  | 2019                | 29    | 0     | 5             | 0             | -                  | -                  | 34    | 0     |
| Jaguares de Córdoba · Colombia  | 2020                | 2     | 0     | 2             | 0             | -                  | -                  | 4     | 0     |
| Jaguares de Córdoba · Colombia  | Total               | 40    | 0     | 9             | 0             | 0                  | 0                  | 49    | 0     |
| Total en su carrera             | Total en su carrera | 158   | 1     | 31            | 0             | 1                  | 0                  | 190   | 1     |

### Gol
| Fecha                    | Lugar                            | Rival                  | Gol | Resultado | Tipo de Jugada | Competición    |
| ------------------------ | -------------------------------- | ---------------------- | --- | --------- | -------------- | -------------- |
| 25 de septiembre de 2011 | Estadio Armando Maestre Pavajeau | Valledupar Fútbol Club | 1-2 | 2-2       | Penal          | Primera B 2011 |

## Palmarés

### Campeonatos nacionales
| Título              | Club            | País     | Año  |
| ------------------- | --------------- | -------- | ---- |
| Torneo Finalización | América de Cali | Colombia | 2008 |
| Primera B           | Boyacá Chicó    | Colombia | 2017 |